# Müzeyyen Senar
Müzeyyen Senar (* 16. Juli 1918 bei Bursa; † 8. Februar 2015 in Izmir) war eine Sängerin der türkischen Kunstmusik (Türk sanat müziği).

## Leben und Karriere
Müzeyyen war das dritte Kind einer Bauernfamilie aus der Nähe von Bursa. Zehra, die Mutter, soll selbst eine wunderschöne Stimme gehabt haben, mit der sie ihren Kindern oft vorsang. Es dauerte nicht lange, bis auch Müzeyyen die meisten türkischen Volkslieder beherrschte und bei Hochzeiten und anderen Festlichkeiten singen durfte. Im Alter von fünf Jahren entwickelte sie nach der Rückkehr von einer Hochzeitsfeier eine Sprachstörung und begann, heftig zu stottern, was beim Singen nicht auftrat und sie dazu veranlasste, sich in den Gesang zu flüchten.
Als sie zwölf Jahre alt war, verließ sie heimlich die Wohnung ihres Vaters und zog zu ihrer Mutter nach Istanbul, wo sie im Stadtteil Üsküdar aufwuchs. 1931 wurde sie am Üsküdar Musiki Cemiyeti, Istanbuls renommiertestem Konservatorium, aufgenommen und erhielt Unterricht an der damaligen Orientalischen Musikschule von İstanbul, wo sie Mustafa Nâfiz Irmak, Osman Nihat Akın, Selahattin Pınar, Yesari Asım Arsoy und andere Künstler der klassischen türkischen Musik kennenlernte.
1933, im Alter von 14 Jahren, wurde sie für das türkische Radio entdeckt. Noch im selben Jahr hatte sie ihre Bühnenpremiere und nahm eine Schallplatte auf. Zahlreiche Auftritte im Radio und in Konzerthallen folgten.
Ihr künstlerischer Erfolg verschaffte ihr Zutritt zu höheren gesellschaftlichen Kreisen, wo sie nun zu den bekannten und erfolgreichen Sängerinnen wie Safiye Ayla, Selma Hanım, Lale Belkıs, Nimet Hanım, Hikmet Rıza oder Feriha Hanım gezählt wurde. 1936 durfte sie dem türkischen Staatspräsidenten Mustafa Kemal Atatürk im Dolmabahçe-Palast vorsingen. Sie ließ sich im noblen, damals „französisches Viertel“ genannten Beyoğlu nieder.
Seit den 1970er Jahren wurde die türkische Salonmusik von der Popmusik verdrängt. 1983 gab Müzeyyen ihr letztes Konzert und war vom Publikum beinahe vergessen.
Im Jahr 1998 entstand das Album Bir Ömre Bedel, auf dem Müzeyyen Senar im Duett mit Sezen Aksu, Ajda Pekkan, Tarkan, Nilüfer, Nükhet Duru, Levent Yüksel, Şebnem Ferah, Fatih Erkoç, Kubat oder mit ihrer Tochter sang.
2005 war sie eine Protagonistin in Fatih Akıns Dokumentarfilm über die türkische Musikszene Crossing the Bridge – The Sound of Istanbul. 2006 stellte Sezen Aksu sie als ihre „musikalische Mutter“ vor und ermöglichte ihr ein Konzert im Istanbuler Büyük Londra Hotel, bei dem auch Musiker ihrer Ära und ihres Alters das Orchester bildeten. 2006 erlitt die Sängerin einen Schlaganfall, ihre linke Körperhälfte war von da an gelähmt. Nach einer langen Therapie in Istanbul erlangte sie ihre Mobilität größtenteils wieder.
Senar zählt mit Safiye Ayla und Hamiyet Yüceses zu den Üç dev Çınar („drei große Platanen“), ein Ehrentitel der türkischen Bevölkerung. Sie war Vorbild und Lehrerin vieler Künstler, wie Zeki Müren, Bülent Ersoy, Sezen Aksu, Behiye Aksoy, Gönül Yazar und anderer.
Sie hat eine Tochter, Feraye, die ebenfalls Sängerin ist.
Sie ist am 8. Februar 2015 in der Klinik der Ege Üniversitesi im Alter von 96 Jahren verstorben.

## Kurioses
Senar sang die türkischen Lieder, die bei der Synchronisation von arabischen (vor allem ägyptischen) Filmen die arabischen Filmlieder ersetzten. Die meisten dieser Lieder wurden von Sadettin Kaynak für die Synchronisation in der Länge des zu ersetzenden arabischen Liedes komponiert. Heute sind alle diese Filme verschollen.

## Diskografie

### Alben
| - 1969: Müzeyyen Senar - 1970: Son Veda - 1971: Gecenin Matemini - 1971: Seni Ben Ellerin Olsun Diye Mi Sevdim - 1975: Ben Seni Unutmak İçin Sevmedim - 1975: Gül Yüzlülerin Şevkine Gel - 1976: Gelse O Şuh Meclise - 1977: Son Aşkımı Canlandıran - 1977: Bir Bahar Akşamı - 1977: Söyleyin Güneşe - 1977: Müzeyyen Senar - 1978: Çilingir Sofrası - 1979: Şarap Gibi - 1979: Güller Arasında - 1983: Gelse O Şuh Meclise 2 | - 1986: Bilmem Ki Sefa - 1988: Yine Bir Sızı Var İçimde - 1988: Ayrıldı Gönül - 1989: Çilingir Sofrası 1989 - 1989: Müzeyyen Senar'la Faslı Muhabbet - 1990: Çilingir Sofrası 1990 - 1990: Günay Sanat Geceleri - 1991: Nostalji 1991 - 1992: Meşk - 1995: Akşam Oldu Hüzünlendim Ben Yine - 1998: Müzeyyen Senar ile Bir Ömre Bedel - 2001: En Son Okuduklarım - 2006: Ne Yaptım - 2013: Bir Efsanedir |

### Kollaborationen
- 1996: Müzeyyen Senar ve Kudsi Ergüner (mit Kudsi Ergüner)
- 2006: Birlikte 50 Yıl (mit Ercüment Batanay)
- 2007: Atatürk'ün Sevdiği Şarkılar (mit Safiye Ayla)

### Kompilationen
- 2006: Klasikleri
- 2006: Odeon Yılları
- 2008: Odeon Yılları 2
- 2008: İkinci Dubleden Sonra
- 2010: Saklı Kayıtlar (1934 - 1996)
- 2011: Yayınlanmamış Şarkılar
- 2012: Yayınlanmamış Şarkılar, Vol. 2
- 2012: Türküler - Yayınlanmamış Şarkılar
- 2013: Best of + Bir Ömre Bedel
- 2014: İle Radyo Yılları
- 2014: En İyileriyle
- 2015: Özel Koleksiyon

### Bekannte Songs
- Fikrimin İnce Gülü
- Kimseye Etmem Şikayet
- Dalgalandım da Duruldum (mit Nilüfer)
- Benzemez Kimse Sana (mit Tarkan)
- Şarkılar Seni Söyler (mit Nükhet Duru)
- Elbet Bir Gün Buluşacağız
- Bir İhtimal Daha Var
- Gamzedeyim Deva Bulmam